# Puig de l’Estelle
Puig de l’Estelle – szczyt w Pirenejach, w paśmie Pirenejów Wschodnich. Położony jest w południowej Francji, w departamencie Pireneje Wschodnie. Wznosi się na wysokość 1778 m n.p.m.